# 圣瑪達肋納教堂 (斯特拉斯堡)

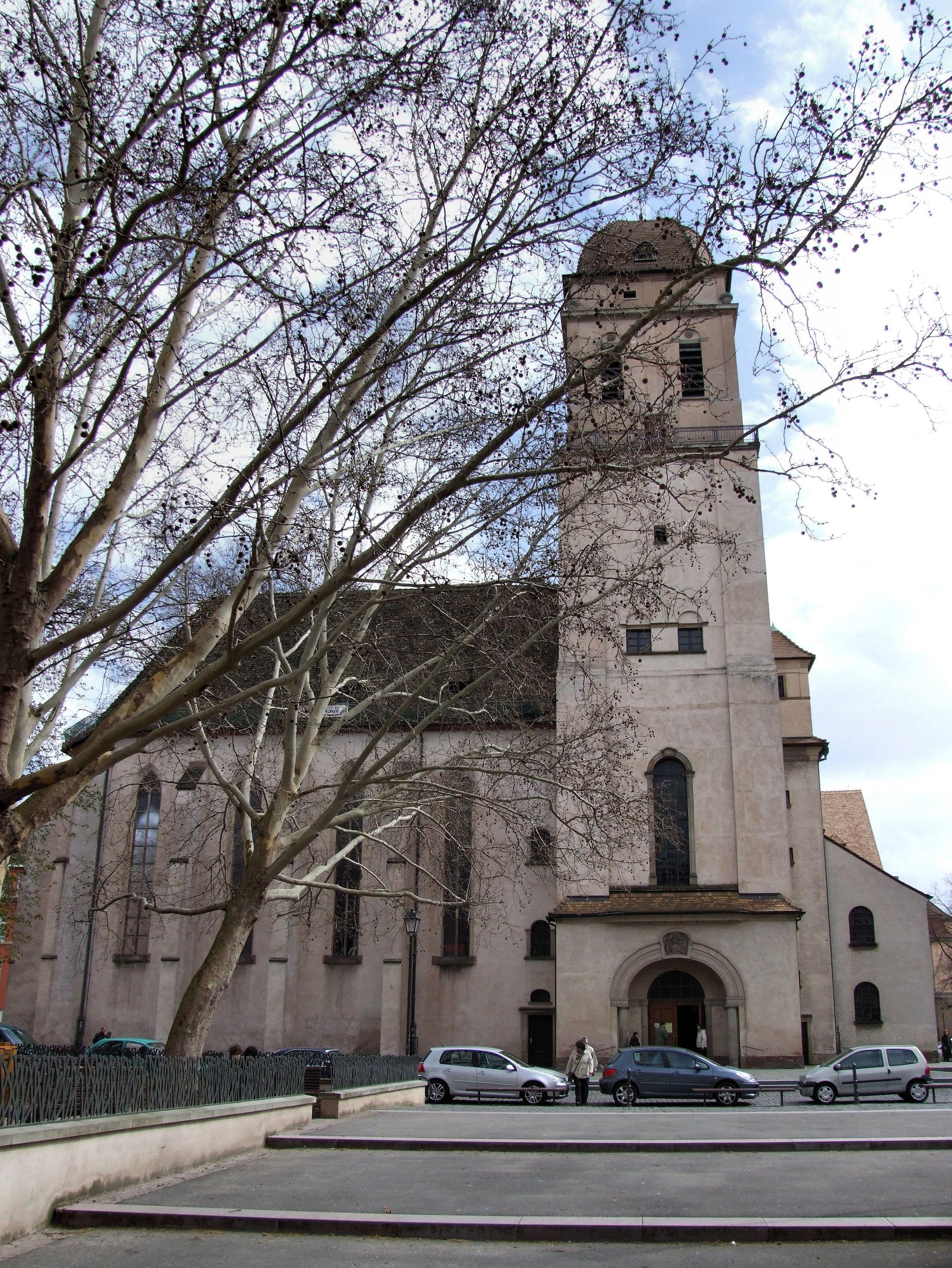
立面

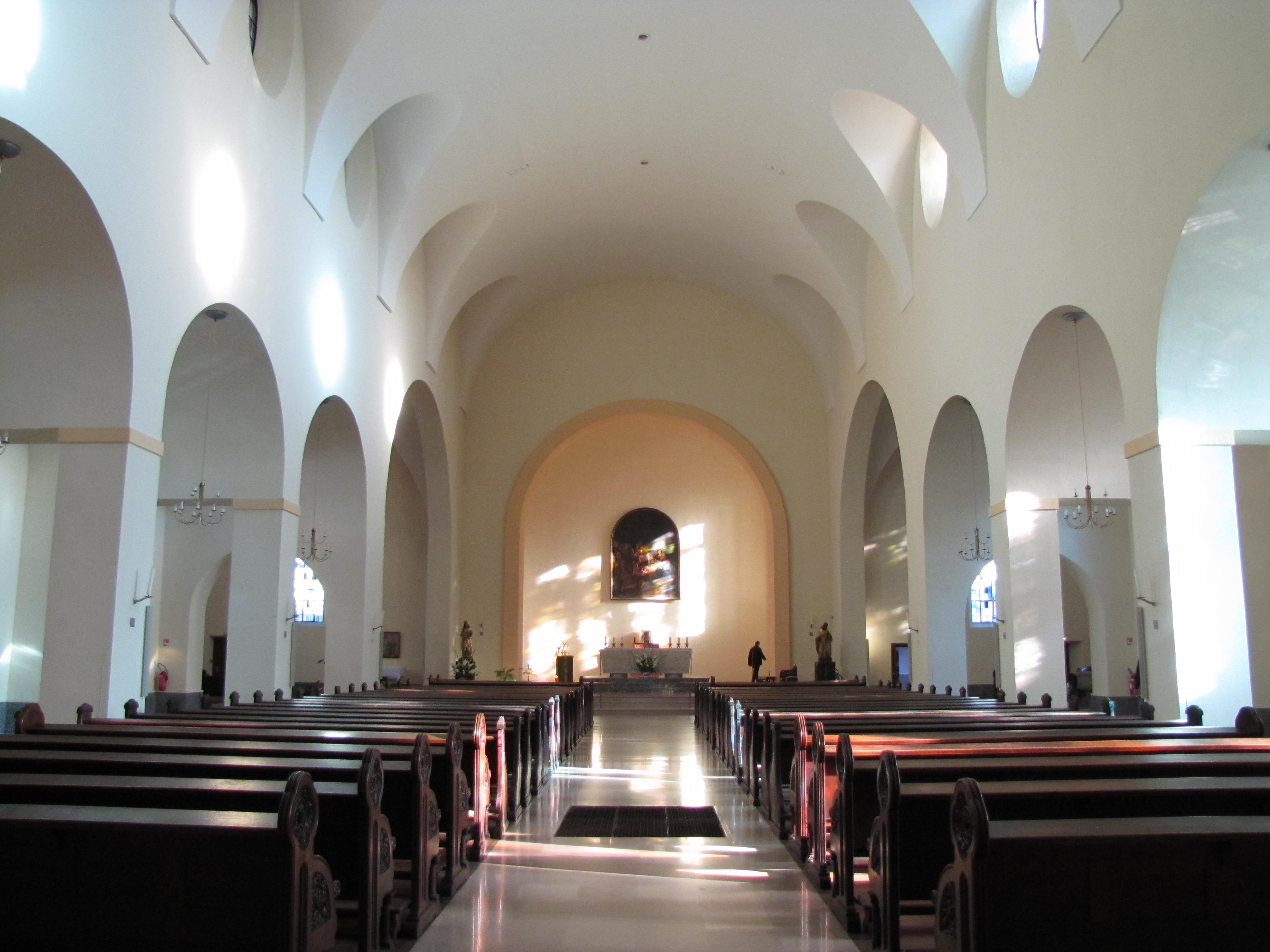
内部

圣瑪達肋納教堂 (Église Sainte-Madeleine，德语：Magdalenenkirche) 是法国斯特拉斯堡的一座罗马天主教教堂，15世纪哥特式风格，1904年大火后改建后，接近新艺术运动风格。第二次世界大战期间再度被毁，重建为现代形式。 
这是自1225年以来，该市第四座供奉瑪利亞瑪達肋納的建筑。1898年，被列为法国历史古迹。
中世纪教堂的唱经楼及其壁画幸存了下来，现在是一个小圣堂，供奉圣体。幸存的花窗玻璃展出在Musée de l’Œuvre Notre-Dame。约翰·加尔文曾在此教堂讲道。